# سیارک ۴۸۹۷
سیارک ۴۸۹۷ (به انگلیسی: 4897 Tomhamilton، نامگذاری:1987QD6) چهار هزار و هشتصد و نود و هفتمین سیارک کشف شده‌است که در ۲۲ اوت ۱۹۸۷ کشف شد.
قدر مطلق سیارک برابر ۶۴.۵ است.